# Stożne (przystanek kolejowy)
Stożne – nieczynny przystanek kolejowy w Stożnem, w województwie warmińsko-mazurskim, w Polsce.